# Лозьвинский
Лозьвинский — посёлок в Свердловской области России, административно подчинённый городу Ивделю. Входит в Ивдельский муниципальный округ.

## Географическое положение
Посёлок Лозьвинский расположен в 22 километрах (по автодороге в 25 километрах) к северу от города Ивделя, в лесной местности, на правом берегу реки Лозьвы (левый приток Тавды). В одном километре к северо-востоку от посёлка находится тупик Свердловской железной дороги направления Ивдель — Полуночное.

## Экономика
Ранее в посёлке Лозьвинском располагалась исправительная колония № 56 «Чёрный Беркут». В 2019 году колония была закрыта.

## Население
| 2002 | 2010 |
| ---- | ---- |
| 711  | ↘481 |

| 2015 | 2020 | 2023 |
| ---- | ---- | ---- |
| 145  | 81   | 71   |